# Frédéric Bazille
Jean Frédéric Bazille (6. prosince 1841 Montpellier – 28. listopadu 1870 Beaune-la-Rolande) byl francouzský impresionistický malíř působící především jako portrétista a krajinář.

## Životopis
Narodil se v Montpellieru v Languedoc-Roussillonu do evangelické rodiny. O malířství získal zájem po seznámení s některými díly Eugèneho Delacroixe. Jeho rodina mu studie umění sice povolila, ale jen pod podmínkou, že vystuduje medicínu.
S jejím studiem začal v roce 1859 a o sedm let později se přestěhoval do Paříže, kde se seznámil s impresionistou Pierre-Augustem Renoirem a kterého později také portrétoval. Poté, co v roce 1864 dostudoval medicínu, začal malovat na plný úvazek. Postupně se seznámil i s dalšími umělci světového formátu, mezi které patřil např. Claude Monet, Alfred Sisley nebo Édouard Manet. Své přátele často i finančně podporoval a poskytoval jim přístup k ateliéru a malířským potřebám.
Mezi jeho nejlepší práce patří nepochybně dílo s názvem Růžové šaty, které vytvořil ve věku třiadvaceti let, ale známější je spíše obraz z období mezi lety 1867–1868 s názvem Rodinná sešlost.

Frédéric Bazille byl v srpnu roku 1870 povolán do armády těsně po vypuknutí Prusko-francouzské války. Zemřel 28. listopadu téhož roku, tedy pouze ve svých 29 letech v tažení poblíž vesnice Beaune-la-Rolande. Je pochován na protestantském hřbitově v rodném Montpellier (Cimetière protestant de Montpellier).

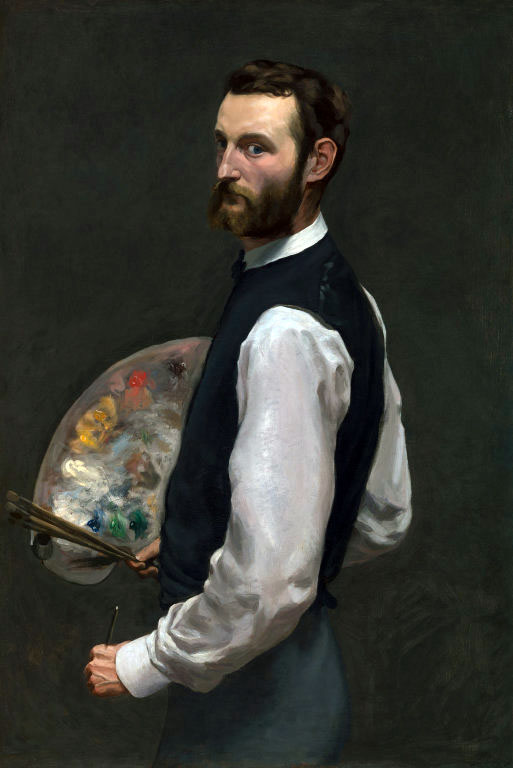
Autoportrét Frédérica Bazilleho z období mezi lety 1865–1866.

## Nejvýznamnější díla
- La Robe rose, (1864) – 147×110 cm, Musée d'Orsay, Paříž
- Atelier de la rue Furstenberg, – 80×65 cm, Musée Fabre, Montpellier
- Aigues-Mortes, – 46×55 cm, Musée Fabre, Montpellier
- Autportrait, (1865) – 109×72 cm, Umělecký institut, Chicago
- Réunion de Famille, (1867) – 152×230 cm, Musée d'Orsay, Paříž
- Le Pécheur à l'épervier, (1868) – 134×83 cm, Fondation Rau pour le tiers-monde, Zürich
- Vue de village, (1868) – 130×89 cm, Musée Fabre, Montpellier
- Scène d'été, 1869 – 158×158 cm, Cambridge, Harvard
- La Toilette, (1870) – 132×127 cm., Musée Fabre, Montpellier
- L'Atelier de la rue Condamine, (1870) – 98×128,5 cm, Musée d'Orsay, Paříž
- Paysage au bord du Lez, (1870) – 137,8×202,5 cm, Minneapolisský institut umění, Minneapolis

## Fotogalerie

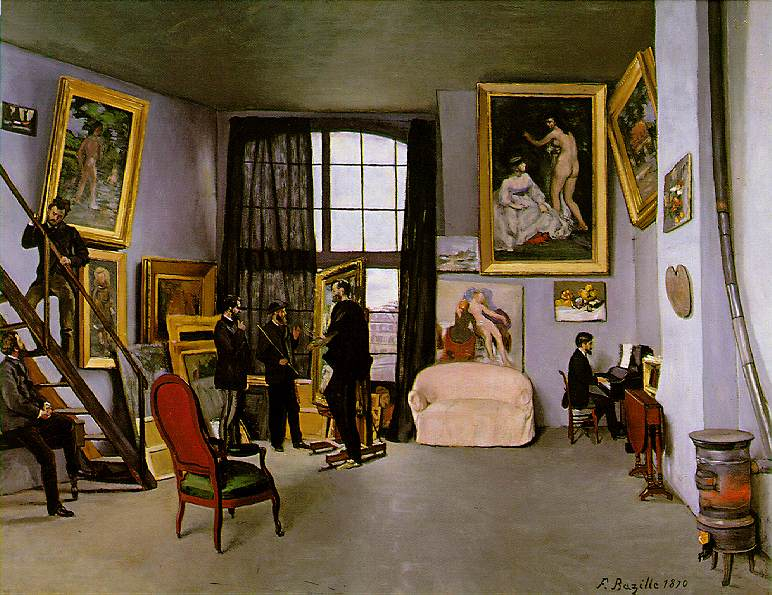
Ateliér (1870)
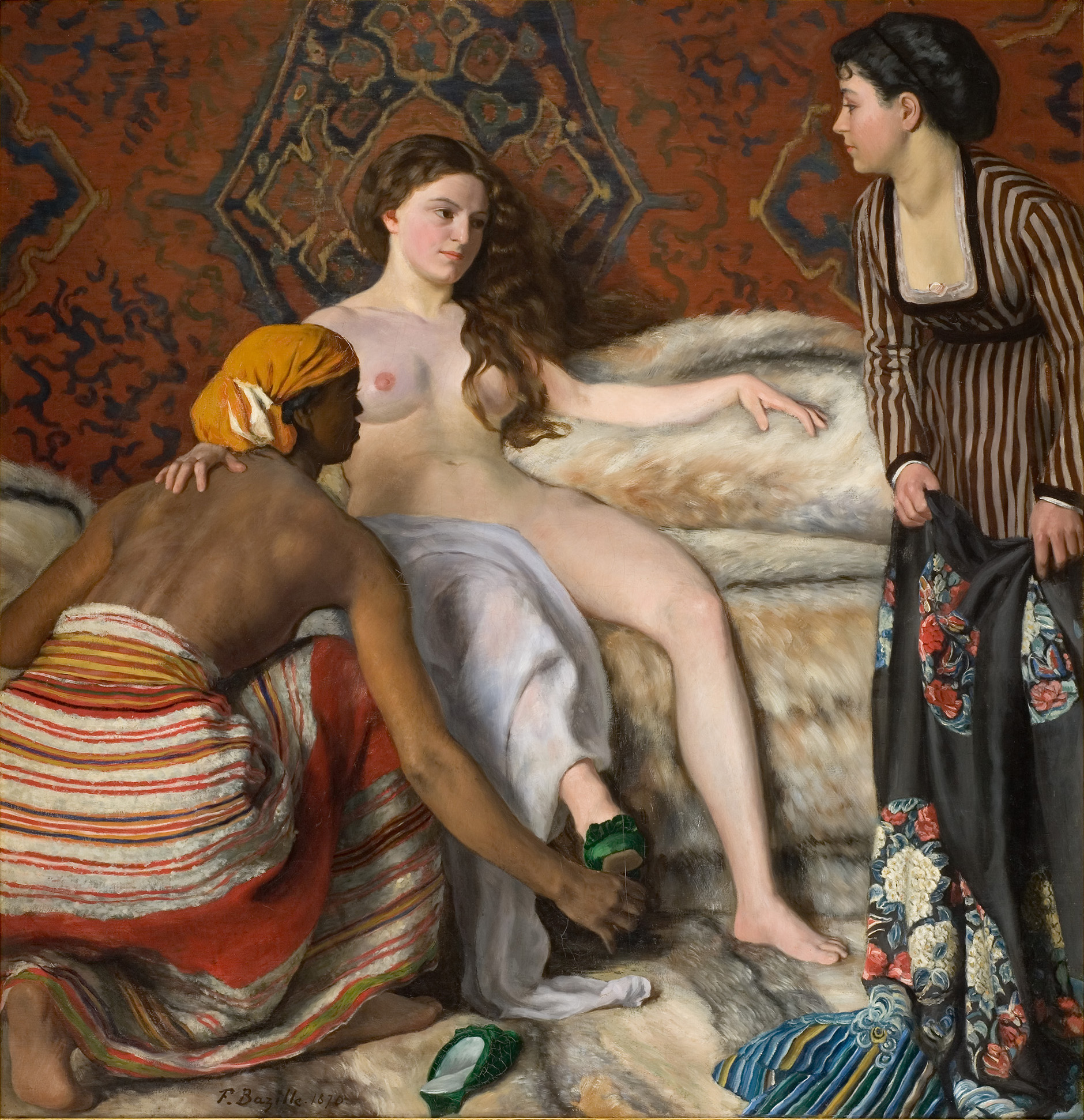
Toaleta (La Toilette; 1869–70)
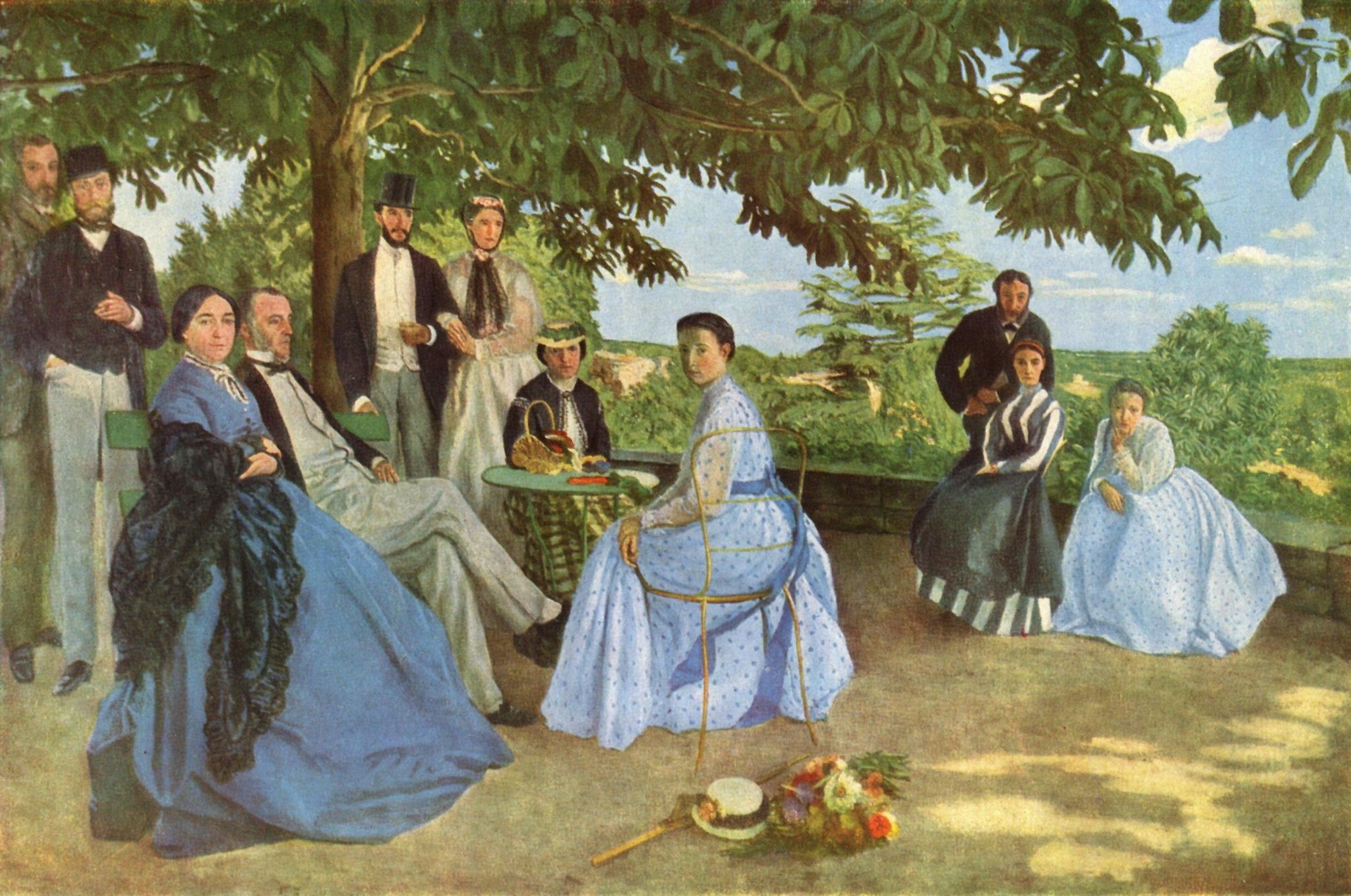
Rodinná sešlost (Réunion de Famille; 1867)
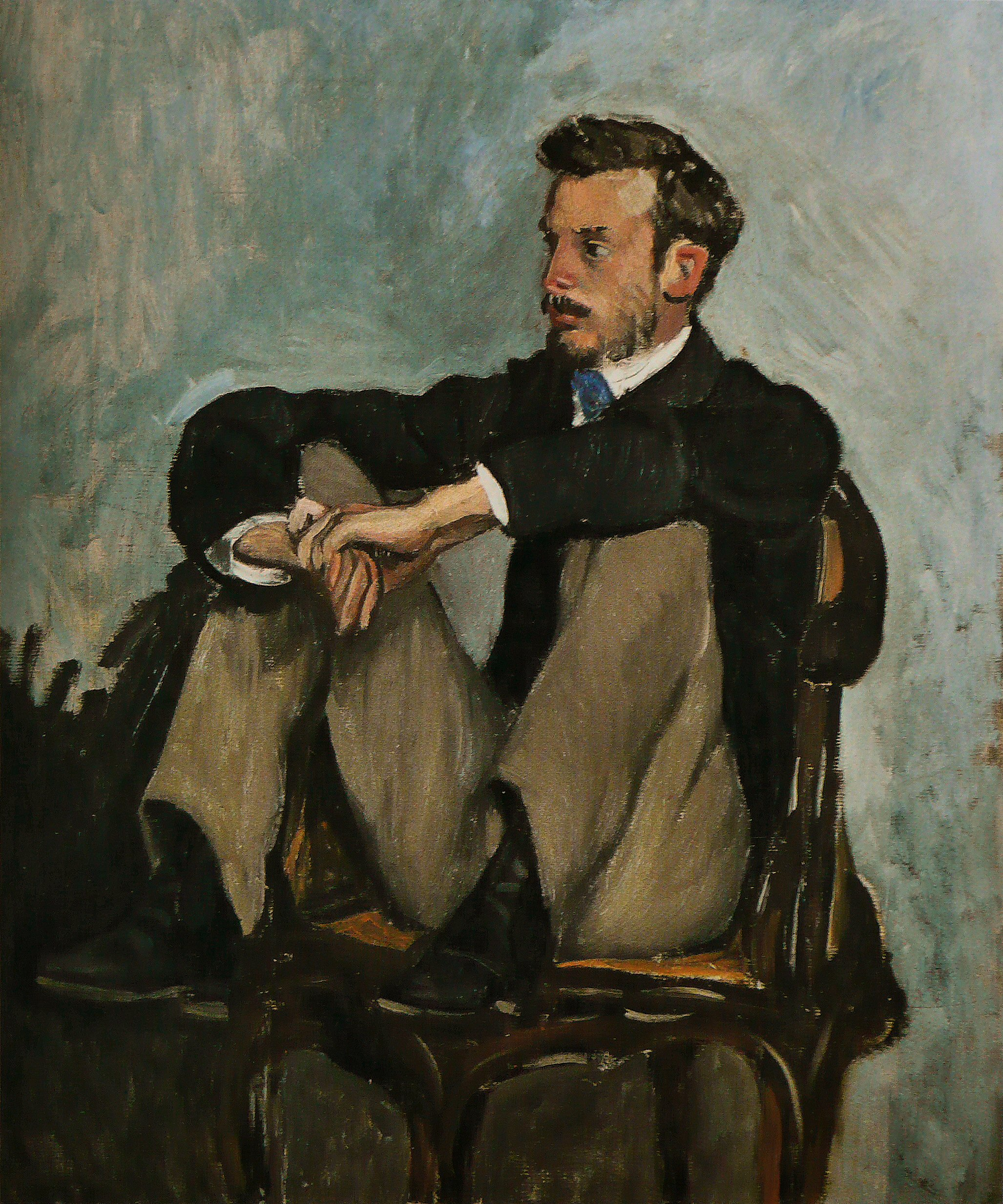
Portrét Pierre-Auguste Renoira (1867)
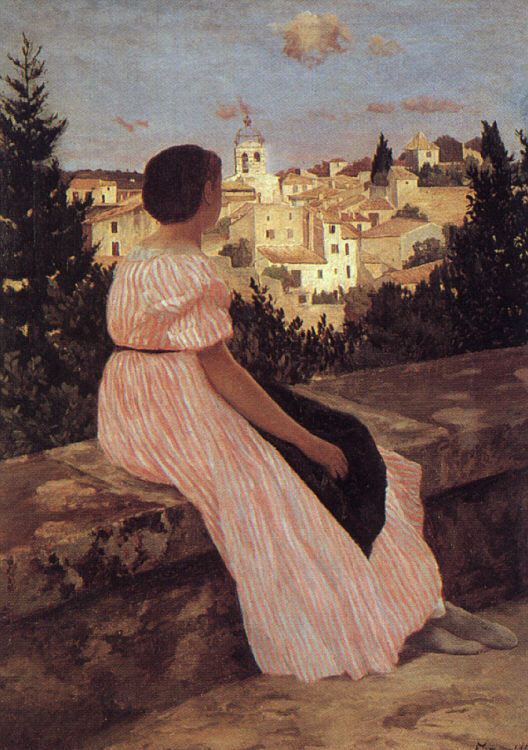
Růžové šaty (1864)
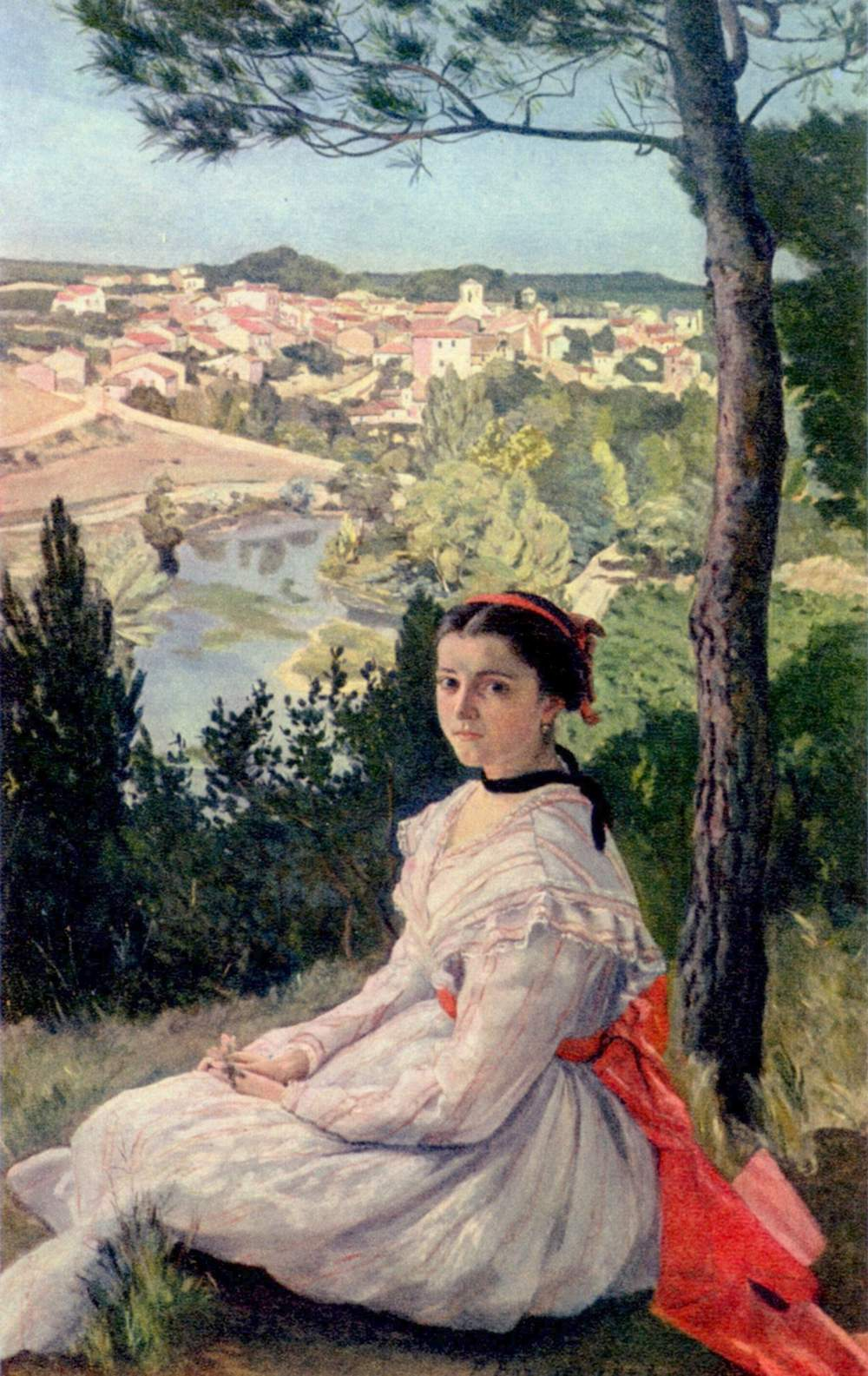
Děvče před francouzskou vesnicí (1868)
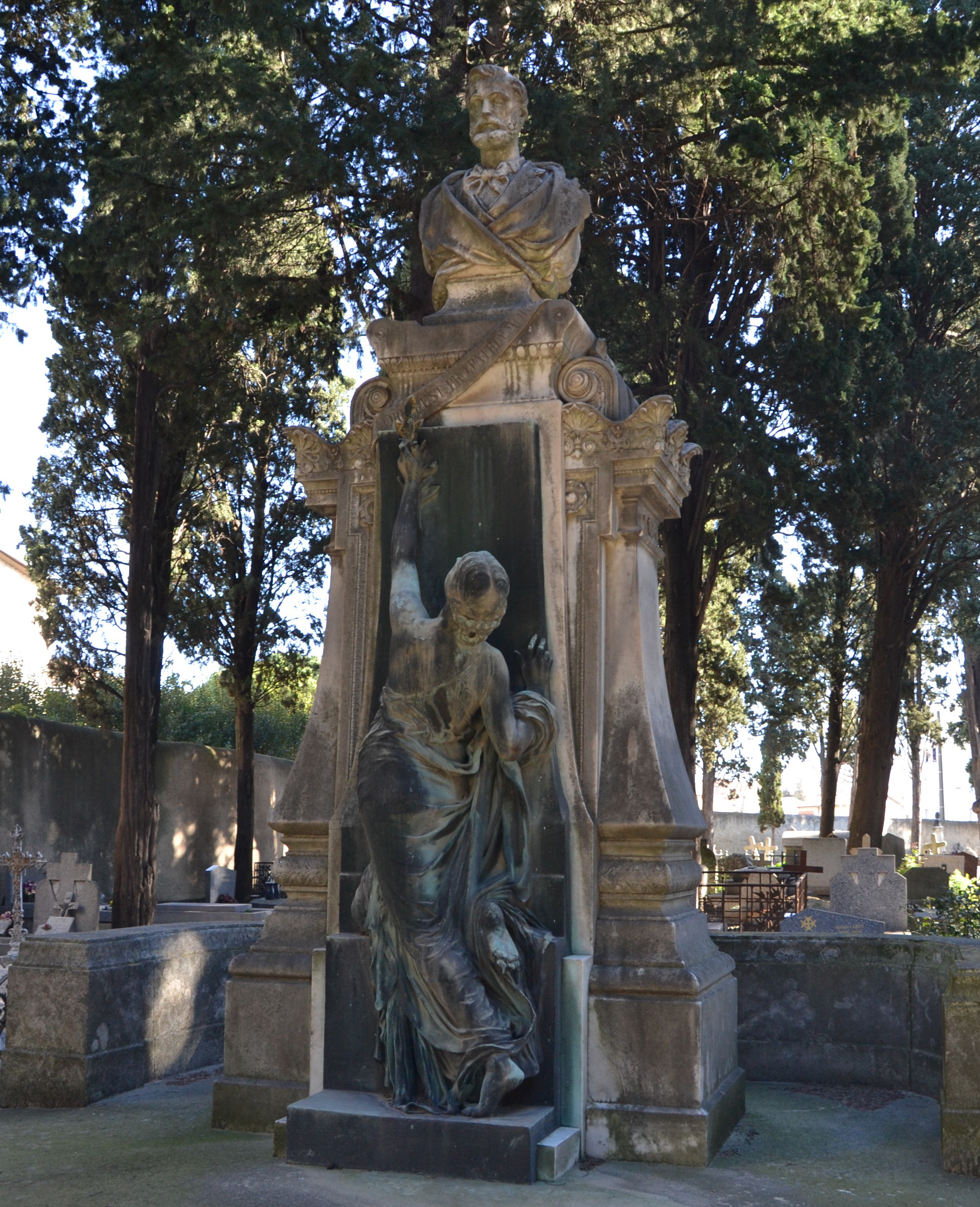
Hrob F. Bazilleho na protestantském hřbitově v Montpellier